# Kim Bình, Tuyên Quang
Kim Bình là một xã thuộc tỉnh Tuyên Quang, Việt Nam.
Xã có diện tích 41,67 km², dân số năm 1999 là 4372 người, mật độ dân số đạt 105 người/km².